# Tokuriki Tomikichirō
Tokuriki Tomikichirō est un nom japonais traditionnel ; le nom de famille (ou le nom d'école), Tokuriki, précède donc le prénom (ou le nom d'artiste).
Tokuriki Tomikichirō (徳力 富吉郎) né
le 22 mars 1902 à Kyoto et mort le 1er juillet 2000, est un artiste et peintre japonais, appartenant aux mouvements Sōsaku hanga  et Shin-Hanga. Il est considéré comme le chef de file du renouveau de l’estampe japonaise à Kyoto.

## Biographie
Les Tokuriki sont une famille d’artistes dont le plus ancien connu, élève de Kanō Sansetsu, vivait au début du XVIIe siècle. Tomikichirō nait à Kyoto le 22 mars 1902. Son grand-père, modeste dessinateur  de fleurs, l’initie aux techniques de l’estampe.
En 1923 il achève neuf ans d’études d’art à Kyoto, diplômes de l’École des Beaux-Arts et l’École spécialisée de peinture de la ville en poche.
Cette année-là, Tokyo est dévastée par l’incendie déclenché par un terrible tremblement de terre, et beaucoup d’artisans et d’éditeurs de la capitale se réfugient à Kyoto. Tomikichirō se rapproche en particulier de Unichi Hiratsuka, un des pères
du mouvement Sosaku- hnga, dans lequel l’artiste dessine, grave les blocs de bois et imprime lui-même ses œuvres, se démarquant du trio traditionnel de l’ukiyo-e : dessinateur, graveur et imprimeur. En 1924, il s’inscrit à la Hanga Association et y fréquente d’autres artistes de cette tendance : Masao Maeda (en), Kihachiro Shimozawa, Hide Kawanishi, Shikō Munakata.  
Il poursuit son apprentissage en 1928 auprès de Tsuchida Bakusen (1887-1936) et de Yamamoto Shunkyo (1871-1933). En 1929, il dessine pour le magazine d’estampes Han, puis en 1932 il cofonde à Kyoto le magazine Taishu hanga. 
Tokuriki Tomikichirō se passionne pour le mouvement Sosaku hanga.  Mais le succès rencontré par ces estampes de style plus libre et plus moderne est faible, et il doit mener en parallèle une carrière plus lucrative de dessinateur de Shin-Hanga, avec des œuvres publiées avant ou pendant la guerre du Pacifique par Uchida et Unsodo, les grands éditeurs de Kyoto.
Après la guerre, il crée à Kyoto sa propre maison d’édition, Matsukyu, où se forment à la gravure plusieurs artistes, y compris occidentaux.
Il reste actif jusque dans les années 1970, enseignant les techniques artistiques. Il passe sa vie à Kyoto, dans une maison vieille de deux siècles. 

## Œuvres
- 36 vues du Mont Fuji
- Seichi shiseki meisho : lieux sacrés, historiques ou célèbres (50 estampes, deux éditions : 1941 et 1950)
- Kyoto Hakkei :  8 vues de Kyoto
- Kyoraku Sanju Dai : 30 vues de Kyoto
- 12 mois à Kyoto
- 8 vues du Japon
- Hanga Kyoraku Niju-Kei :  20 vues de Kyoto
- Kyoraku Jyugo-Kei : 15 vues de Kyoto
- Jūgyūzu : Dix Taureaux[3]